# Ритам 0
Ритам 0 (енгл. Rhythm 0) је био шесточасовни перформанс српске уметнице Марине Абрамовић у Студију Мора у Напуљу 1974. У перформансу, Абрамовић је стајала мирно док је публика била позвана да јој ради шта год пожели, користећи један од 72 предмета које је поставила на сто. Међу њима су били ружа, перо, парфем, мед, хлеб, грожђе, вино, маказе, скалпел, ексери, метална шипка и пиштољ напуњен једним метком.
Није било одвојених сцена. Абрамовић и посетиоци су стајали у истом простору, јасно стављајући до знања да су они део наступа. Сврха дела је, како је рекла, да сазна докле ће јавност ићи: „Каква је јавност и шта ће да ураде у оваквој ситуацији?“ 

## Перформанс
Њена упутства су била
Упутства.

На столу су 72 предмета која можете да користите како год пожелите.

Наступ.

Ја сам предмет.

Током овог наступа ја преузимам пуну одговорност.

Трајање: 6 сати (8 увече — 2 ујутру).
Абрамовићева је рекла да је рад „догурао њено тело до крајњих граница“. Посетиоци су за почетак били нежни, нудећи јој ружу или пољубац. Уметнички критичар Томас Мекевили, који је био присутан, написао је:
„Почело је полако. Неко ју је окренуо. Неко јој је бацио руке у ваздух. Неко ју је додиривао интимно. Напуљска ноћ је почела да се загрева. У трећем сату, сва њена одећа је била исечена жилетима. У четвртом сату, исти жилети су почели да јој истражују кожу. Њен врат је исечен како би неко могао да јој сиса крв. Њено тело је било изложено разним мањим сексуалним нападима. Била је толико посвећена делу да се не би опирала силовању или убиству. Суочени са њеним мањком воље и подразумеваним колапсом људске психе, заштитничка група је почела да се истиче у публици. Кад је напуњен пиштољ уперен у њену главу, а њен прст се играо по обарачу, избила је свађа између различитих кланова публике.”
Како је то касније описала Абрамовић: „Оно што сам научила је да... ако то препустите публици, они могу да вас убију... Осећала сам се стварно нападнутом: исекли су ми одећу, забили ми трнове руже у стомак, једна особа је уперила пиштољ у моју главу, а друга им га је одузела. Створена је агресивна атмосфера. После тачно 6 сати, како је планирано, устала сам и кренула ка публици. Сви су побегли да би избегли конфронтацију.“ 
Када је галерија објавила да је перформанс завршен, а Абрамовићева је поново почела да се креће, рекла је да је публика отишла, неспособна да се суочи са њом као особом.

## Пријем
Ритам 0 заузео је девето место на Complex листи највећих дела перформанса икада створених.